# 弗朗西斯維爾 (肯塔基州)
弗朗西斯維爾（英語：Francisville）是位於美國肯塔基州布恩縣的一個人口普查指定地區。

## 人口
根據2020年美國人口普查的數據，弗朗西斯維爾的面積為21.97平方千米，當中陸地面積為21.97平方千米，而水域面積為0.00平方千米。當地共有人口9952人，而人口密度為每平方千米452.98人。